# Arboretum de la Hutte
El arboreto de la Hutte (en francés: Arboretum de la Hutte) es un arboreto de unas 3 hectáreas de extensión, que se encuentra en la comunidad de Claudon, Lorena, Francia.
Está administrado conjuntamente por el « Office national des forêts (ONF)» y la « Association Droiteval-Ourche-Patrimoine » con el propósito de que debería conducir a un nuevo desarrollo turístico y la rehabilitación del arboreto.
Lleva el nombre de Arboretum de la Hutte porque está adyacente a la aldea "La Hutte" de la comuna de Hennezel.

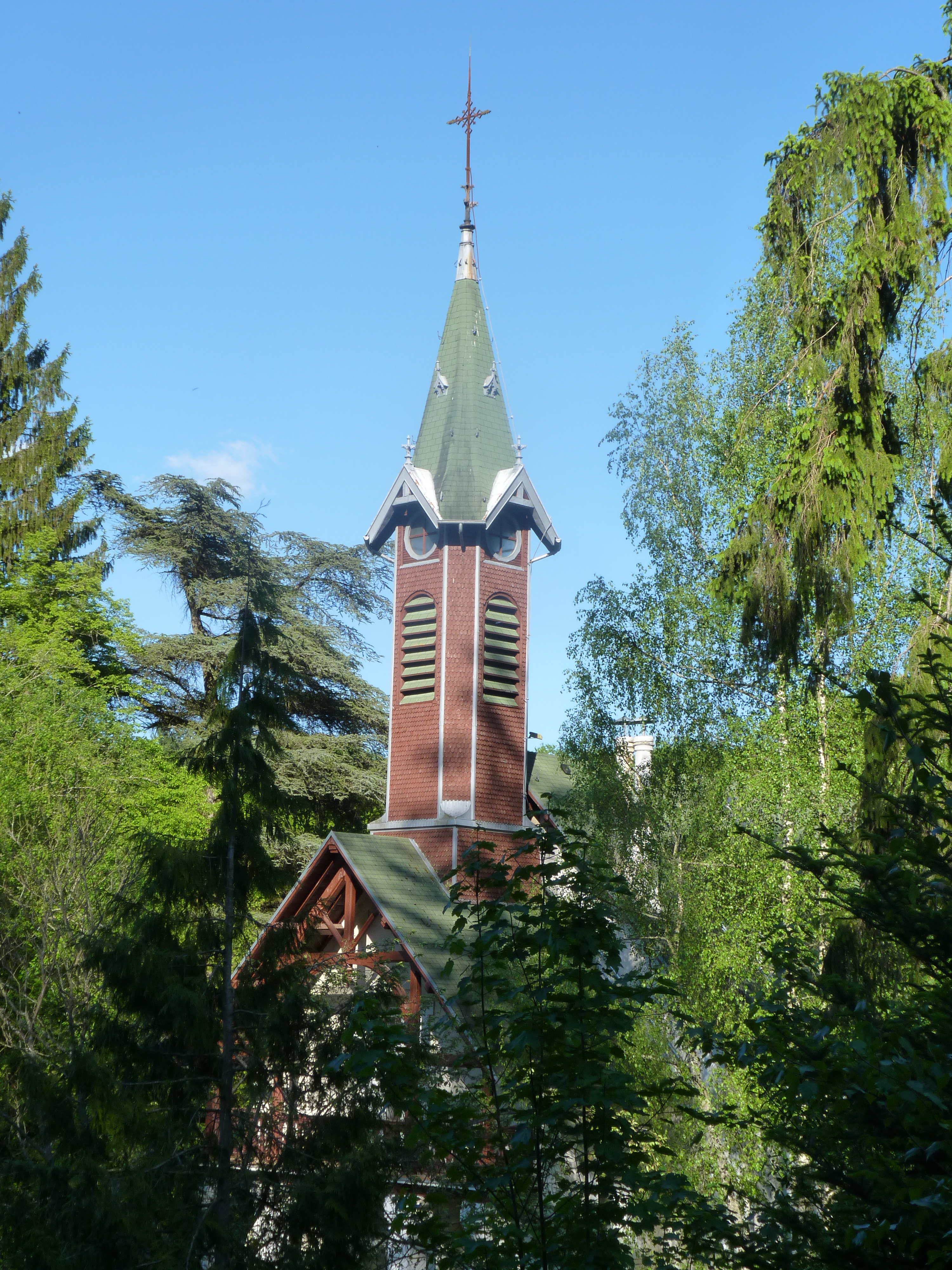
La capilla de la Hutte próxima al arboreto fue edificada a finales del en estilo suizo.

## Localización
Está situado en el "Valle del Ourche", entre las poblaciones de Darney y Hennezel, Vosgos, Lorena. El "río Ourche" fluye a través del «forêt de Darney» para desembocar en el río Saona. Próximo al macizo de los Vosgos, en la región de Lorena, departamento de Vosgos, en el distrito de Épinal y cantón de Monthureux-sur-Saône, Francia.
Planos y vistas satelitales.48°02′00″N 6°02′00″E / 48.03333, 6.03333
- Altitud: 248–404 m s. n. m.;
- Días lluviosos: Promedio de 200 días de precipitaciones al año;
- Nieve: 90 días de cobertura de nieve;
- Promedio Anual de Precipitaciones: 1 900 mm,
- Temperatura media: 9,5 °C.

Está abierto a diario sin cargo alguno de entrada.

## Historia
En 1260, la casa de Lorena toma posesión del «forêt de Darney» (bosque de Darney).
Desde el siglo XII al siglo XV, las abadías y los prioratos de monjes cistercienses se instalan en el bosque, como por ejemplo la "abadía de Droiteval" en la comuna de Claudon.
Los duques de Lorena favorecen la instalación de familias de artesanos del vidrio en el bosque de Darney los cuales se convertirán gracias a la carta de los vidrieros de 1448 en caballeros vidrieros y desarrollan esta actividad hasta el siglo XVII. En este periodo se contabilizan en la zona casi 30 fábricas de vidrio.
La Guerra de los Treinta Años dará lugar a la disminución de la actividad de fabricación de vidrio que será sustituido en el siglo XVIII mediante la instalación de fraguas y acerías en el "Valle del Ourche". Actualmente hay una sola fábrica que es la más antigua fábrica de vidrio en Francia en actividad: La Rochère.
Este arboreto fue parte de un conjunto que también incluye una capilla-escuela-hogar, diseñada por Alfred Irroy (1814 - 1867) con fines educativos para las familias de los trabajadores de la Manufactura de la Hutte de la cual era el propietario. 
Un par de años después de su muerte fue remodelado como arboreto por sus sucesores en la dirección de la Fábrica a partir de 1874 y 1876. El conjunto fue inaugurado el 27 de abril de 1876 por su hermanastro Maurice Aubry (1820 - 1896] diputado de Vosgos. El trabajo fue apoyado por los viveristas Renaut Bulgnéville y Rémy Relanges.
La capilla escuela fue administrativamente cerrada el 17 de julio de 1902. Después de la Primera Guerra Mundial el conjunto del arboreto-capilla fue convertido en un hotel y restaurante durante unos cuantos años.
La capilla se encuentra entonces en el sector privado y el arboreto pasó a ser propiedad del Estado que se anexa a la «forêt de Darney» y administrado por la Office national des forêts.
El arboreto sufrió daños durante dos fuertes tormentas, la del 11 de julio de 1984 y por el Huracán Lothar del 26 de diciembre de 1999.

## Colecciones
El arboreto alberga 2 familias de especímenes:
- especies comunes que se encuentran comúnmente en el bosque de Darney y especies foráneas que han tenido una ayuda antropogénica para su introducción en la zona a finales de siglo XIX y principios del siglo XX como especies productoras de madera.
Las principales especies presentes son como sigue:
Especies comunes : Picea abies, Abies alba, Pinus sylvestris, Robinia pseudoacacia, Acer pseudoplatanus, Acer platanoides, Quercus petraea, Fagus sylvatica, Carpinus, Betula pendula, Fraxinus, Prunus avium, Malus, Platanus.
Especies particulares : Sequoiadendron giganteum, Liriodendron tulipifera, Thuja plicata, Chamaecyparis lawsoniana, Taxus, Abeto de Douglas, Tilia cordata, Castanea sativa, Larix decidua, Rhododendron, Prunus, Ilex aquifolium, Cryptomeria japonica, Quercus rubra, Thujopsis dolabrata